# Салангана
Саланга́на (Collocalia) — рід саланганів, птахів родини серпокрильцевих (Apodidae). До 1906 року рід включав всіх саланганів, але потім був розділений. Це невеликі темні печерні птахи, здатні до ехолокації, що мешкають в тропічних районах Південної та Південно-Східної Азії, Океанії та Північно-Східній Австралії.

## Види
Рід нараховує 11 видів:
- Салангана оперенопала (Collocalia affinis)[3]
- Салангана сірогуза (Collocalia marginata)[4]
- Салангана філіпінська (Collocalia isonota)[5]
- Салангана сумбайська (Collocalia sumbawae)[6]
- Салангана малосундайська (Collocalia neglecta)[7]
- Салангана білочерева (Collocalia esculenta)
- Салангана новокаледонська (Collocalia uropygialis)[8]
- Салангана борнейська (Collocalia dodgei)[9]
- Салангана зеленкувата (Collocalia linchi)
- Салангана різдвянська (Collocalia natalis)[10]
- Салангана мала (Collocalia troglodytes)